# Zeynab Javadli
Zeynab Javadli, née le 19 juillet 1991 à Bakou, est une gymnaste rythmique azerbaïdjanaise.

## Carrière
Zeynab Javadli remporte la médaille de bronze du concours par équipes des Championnats d'Europe de gymnastique rythmique 2007 à Bakou et des Championnats du monde de gymnastique rythmique 2007 à Patras. Elle est ensuite médaillée d'argent par équipes des Championnats d'Europe de gymnastique rythmique 2009 à Bakou et médaillée de bronze par équipes des Championnats du monde de gymnastique rythmique 2009 à Ise.

## Vie privée
Elle est la troisième femme du cheikh émirati Saeed bin Maktoum bin Rashid Al Maktoum (en).